# Erva-cidreira
A erva-cidreira (nome científico: Melissa officinalis), também conhecida popularmente como erva-cidreira verdadeira, ou apenas por melissa,  é uma planta perene herbácea da família da menta /hortelã e do boldo (Lamiaceae), nativa da Europa meridional. O seu sabor e aroma característicos, frutado, de limão, principalmente nas folhas, deriva do seu óleo essencial do grupo dos terpenos (principalmente monoterpenos: carvacrol, p-cimeno, citral — geraniol e nerol — cânfora, etc).
As folhas são maiores e mais claras que as da hortelã, ovadas a romboidais ou oblongas e com a margem crenada.
Floresce no final do verão. As flores são de pequenas dimensões, de cor esbranquiçada ou róseas e atraem especialmente as abelhas, como se indica já no nome do seu género botânico (Melissa provém do grego e significa "abelha"). Nas regiões temperadas, os caules secam durante o Inverno, voltando a reverdecer na primavera. Os frutos são aquénios oblongos, de cor parda e lisos.
É uma planta muito utilizada na medicina tradicional, como erva aromática e em aromaterapia. É utilizada como antiespasmódica, antinevrálgica e como calmante. Acredita-se que ajude a conciliar o sono.
A Melissa officinalis é largamente confundida com a popularmente chamada erva cidreira de folha (Lippia alba), que possui flores lilases e amareladas em logos galhos quebradiços. Tais espécies  aparentemente possuem as mesmas propriedades medicinais que a Melissa officinalis e também com o capim cidreira (Cymbopogon citratus) contudo, apesar da semelhança nas propriedades organolépticas, há diferenças na composição dos respectivos óleos essenciais

## Usos
Esta planta é usada para atrair abelhas melíferas. É também cultivada e comercializada como planta ornamental. O óleo essencial é usado como ingrediente em perfumes, mas tem outros usos culinários e medicinais. É por vezes utilizada em pastas de dentes.

### Culinária
A erva-cidreira é utilizada como saborizante em gelados e tisanas, tanto quentes como geladas, frequentemente combinada com outras ervas como a hortelã. É uma adição comum ao chá de menta.
A erva-cidreira é também emparelhada com pratos de frutas e rebuçados. Adicionalmente, pode ser usada em pratos de peixe e é o ingrediente principal no pesto de erva-cidreira. O seu aroma deve-se a uma mistura de citronelal, citronelol, citral, geranial, ocimeno e cariofileno, entre outros.

## Identificação: folhas e flores

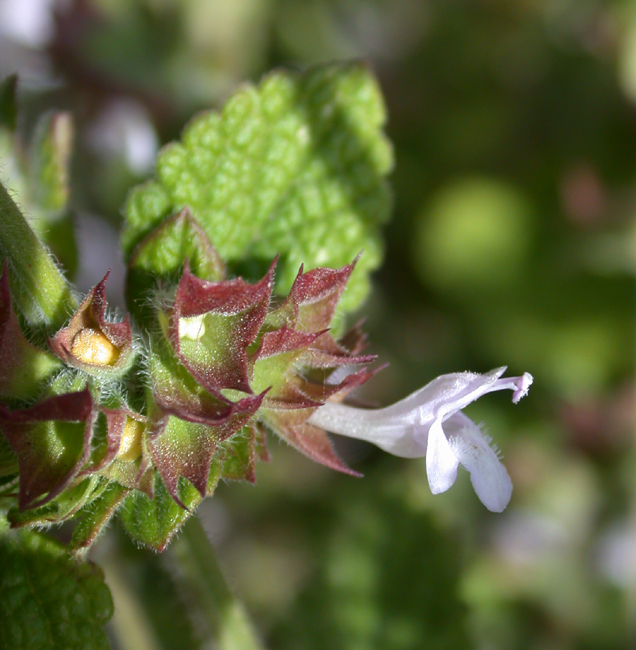
M. officinalis, flor, Mount Carmel, Israel
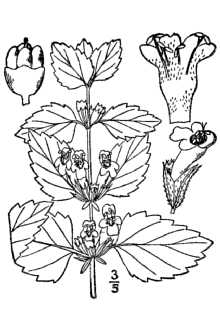
M. officinalis, flor, estrutura
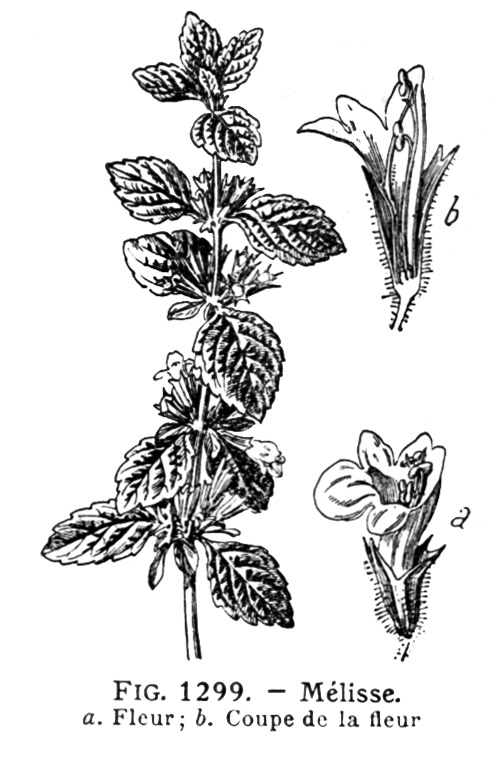
Melissa officinalis, flor, estrutura
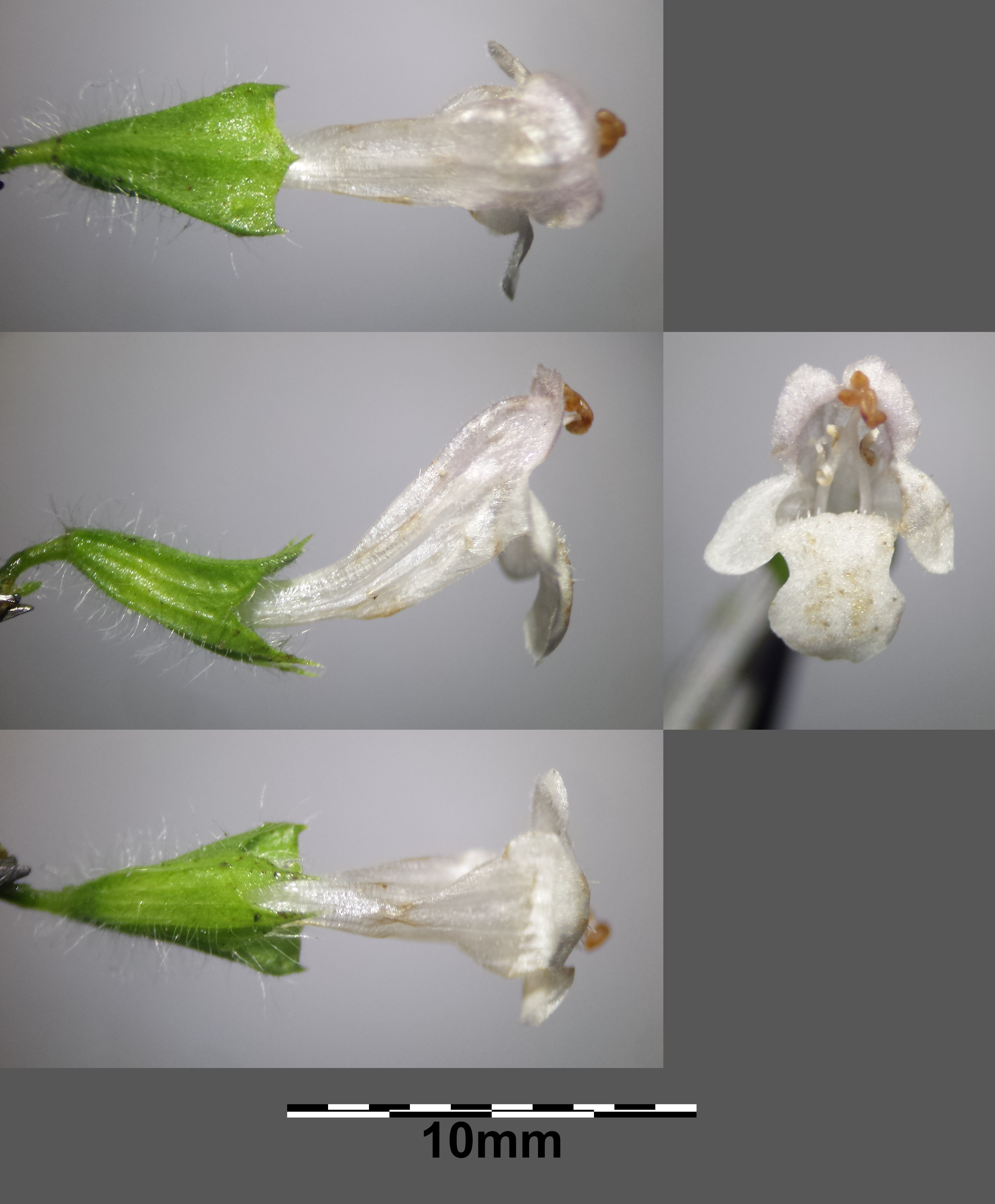
Melissa officinalis, flor, estrutura
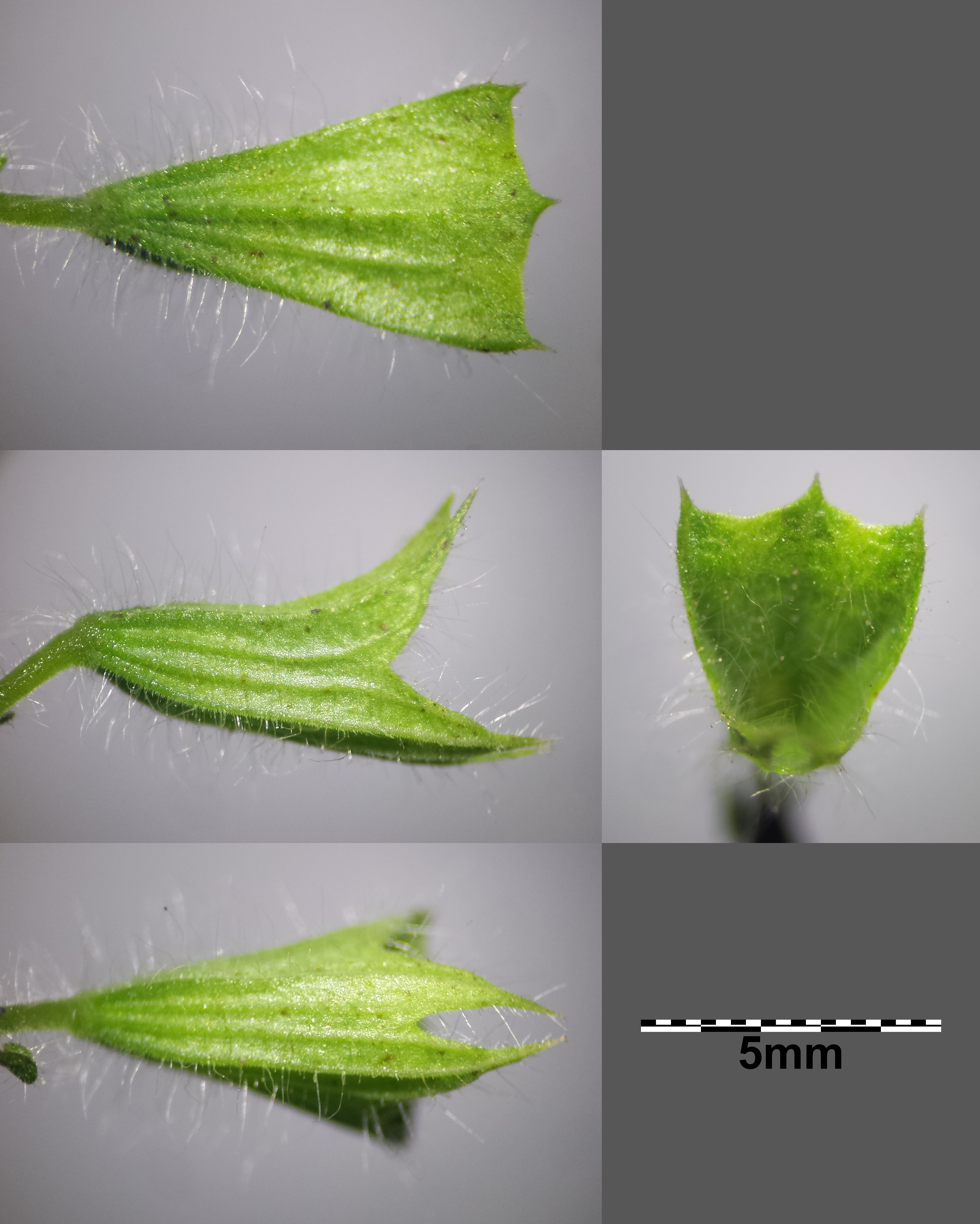
Melissa officinalis, flor, cálice
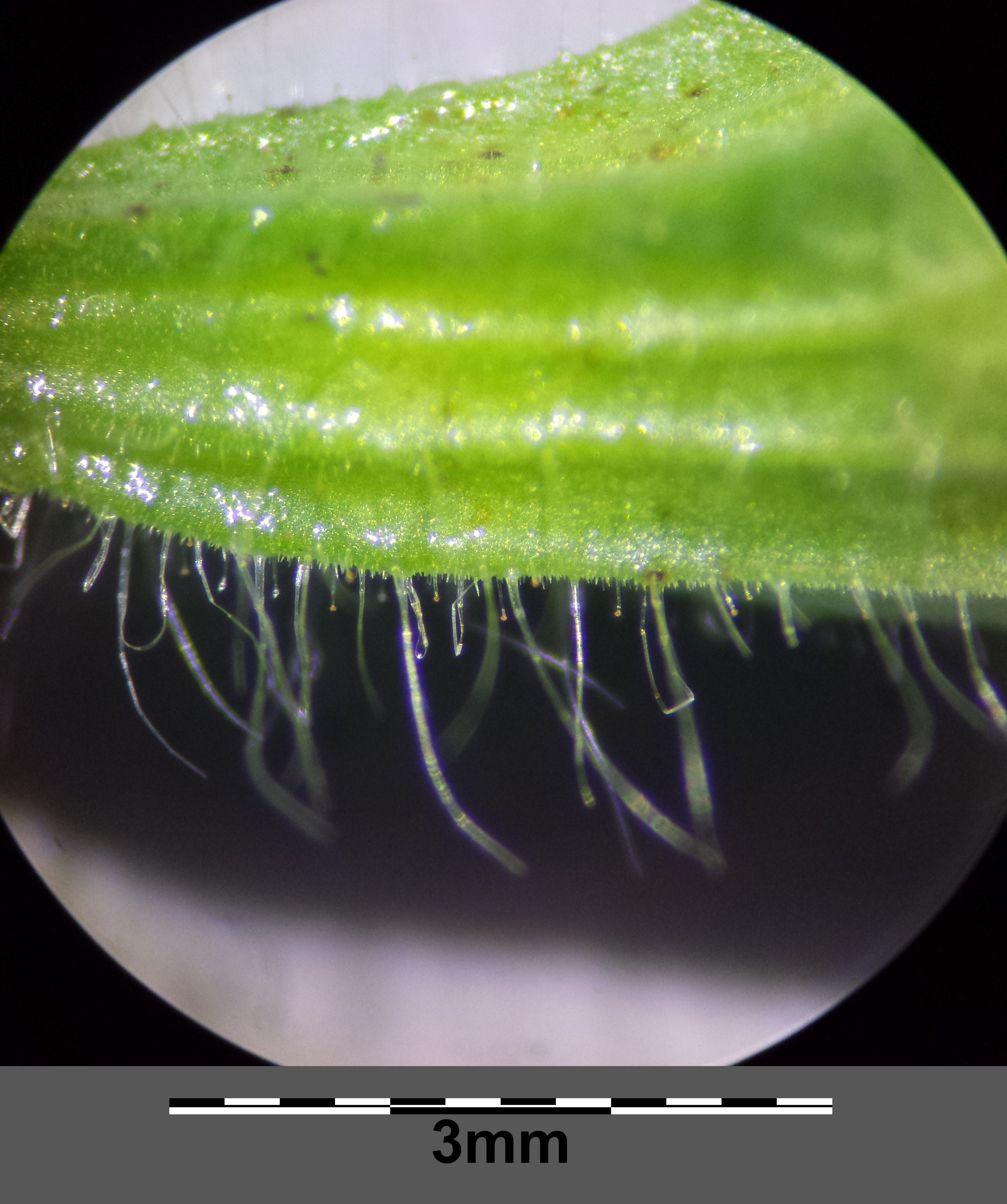
Melissa officinalis, cálice (detalhe pelos)
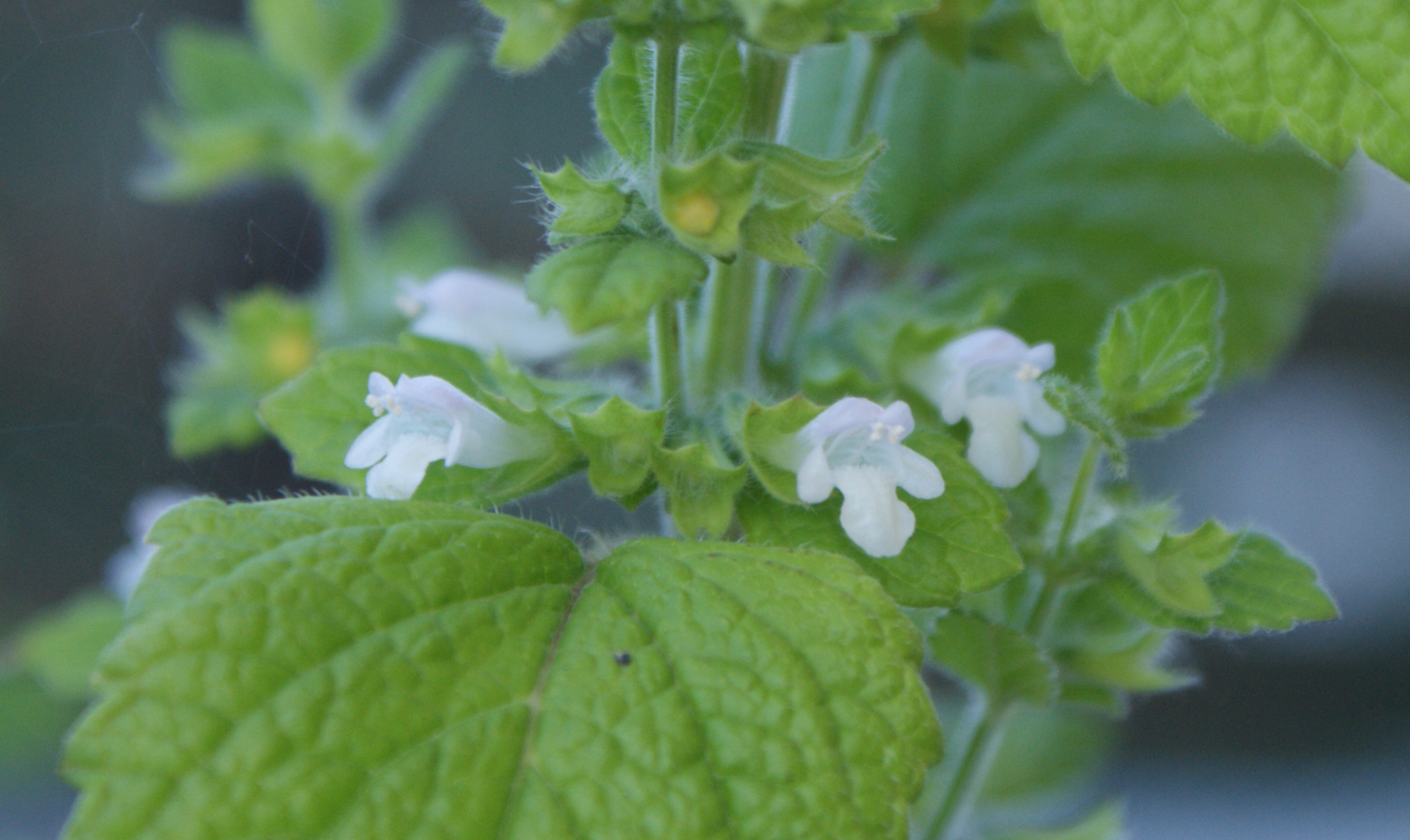
Melissa officinalis, flor
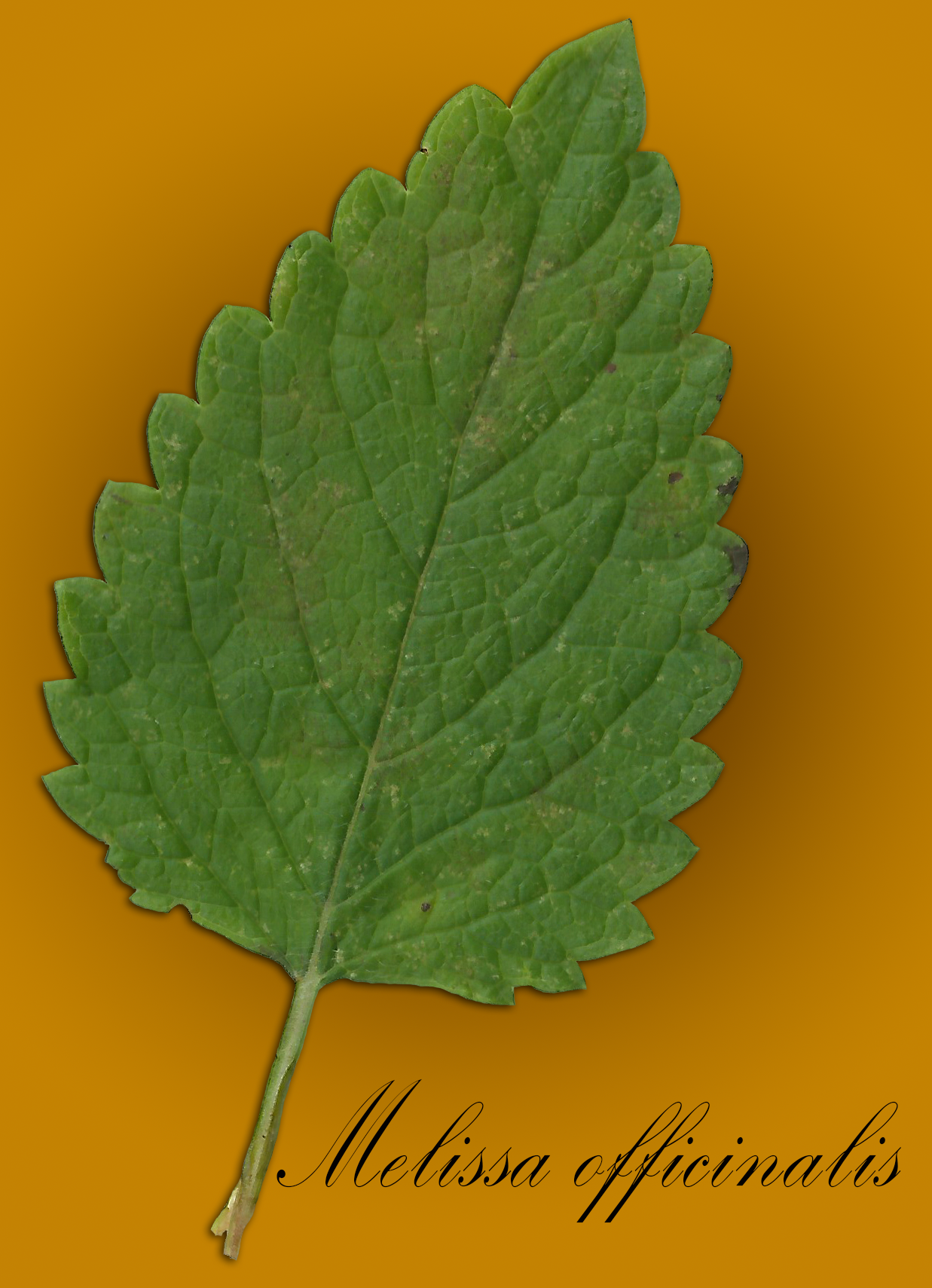
Melissa officinalis, folha p/ scaner
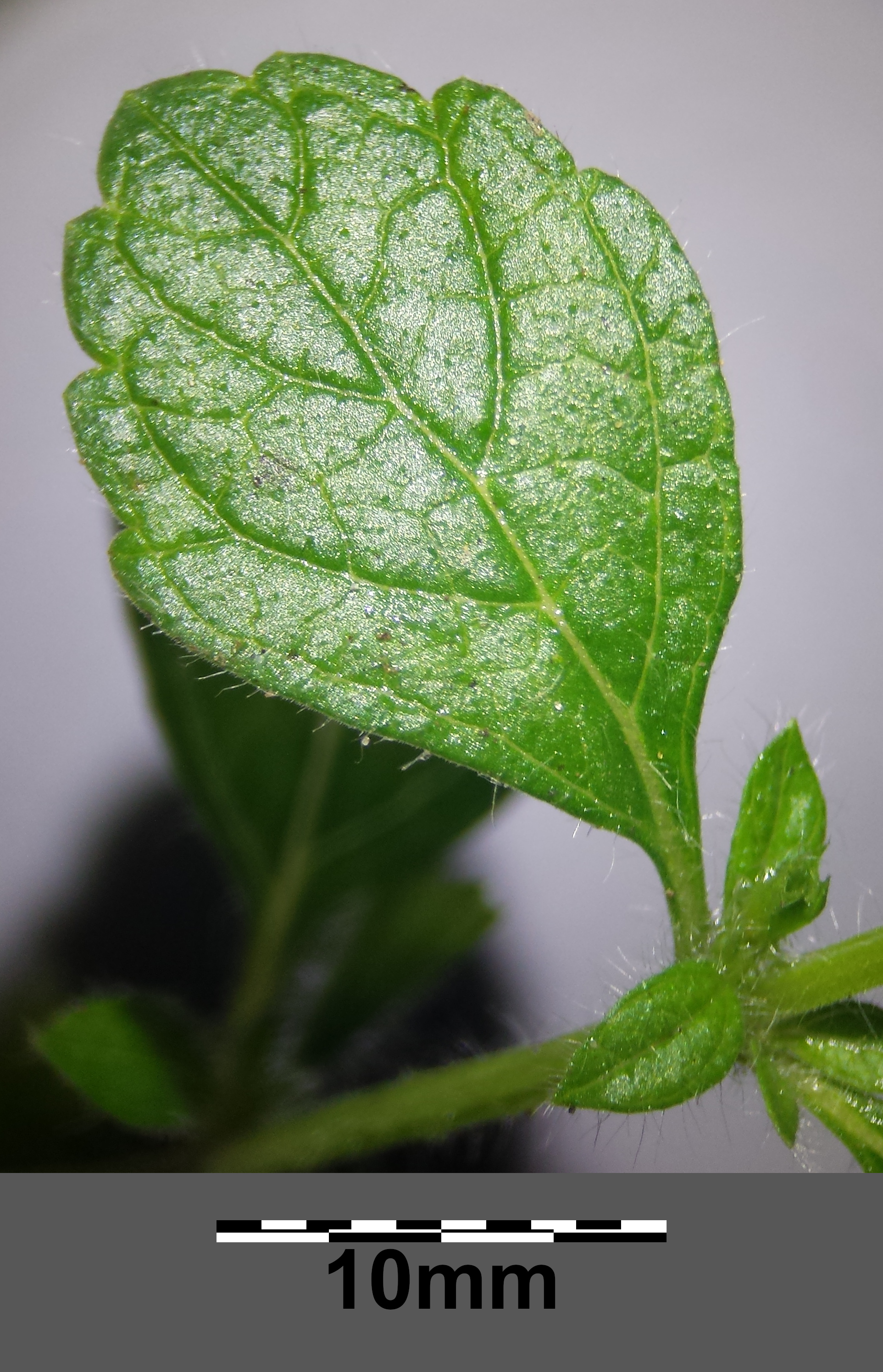
Melissa officinalis, folha p/ fotografia
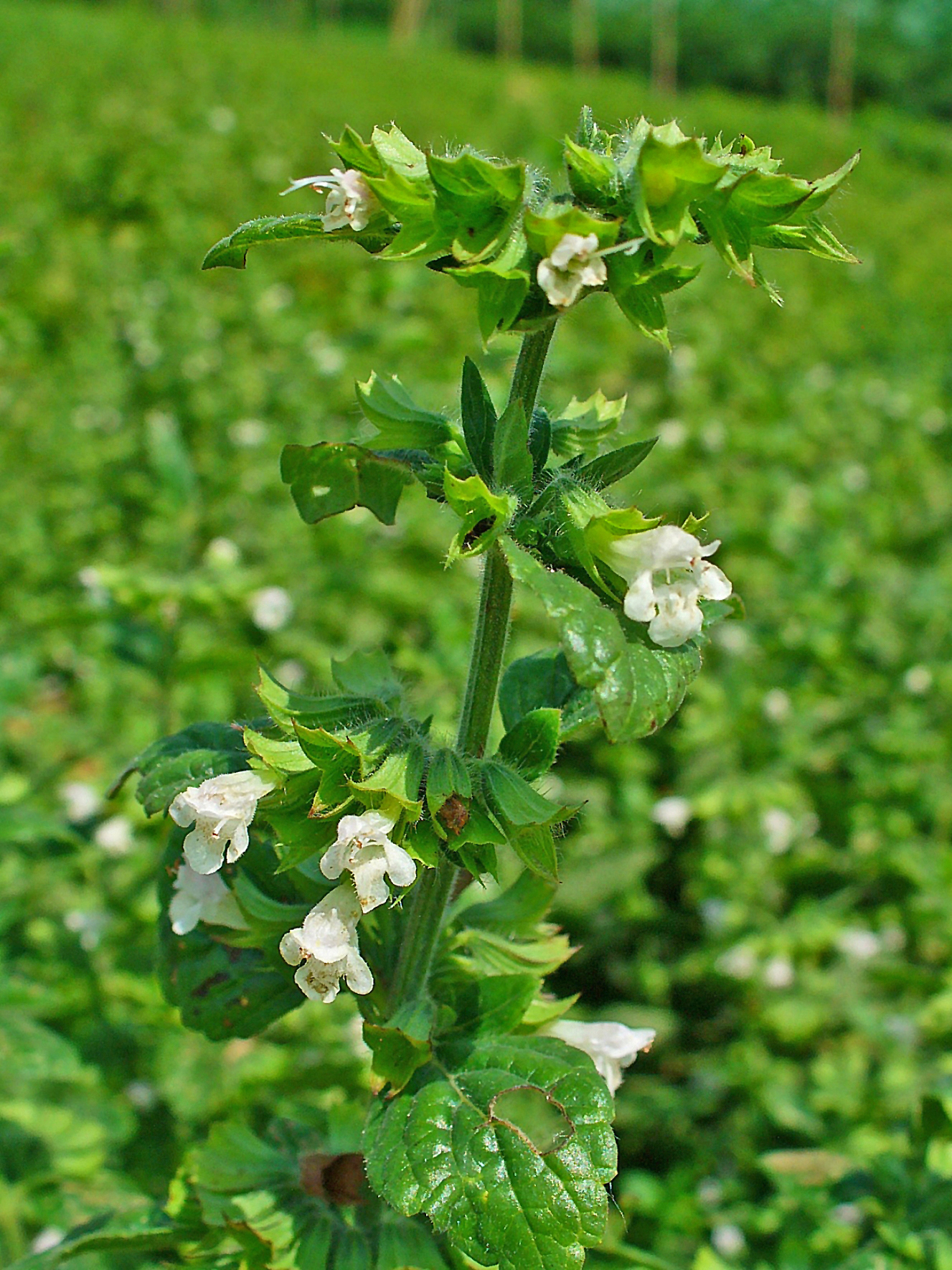
Melissa officinalis, folhas, flores
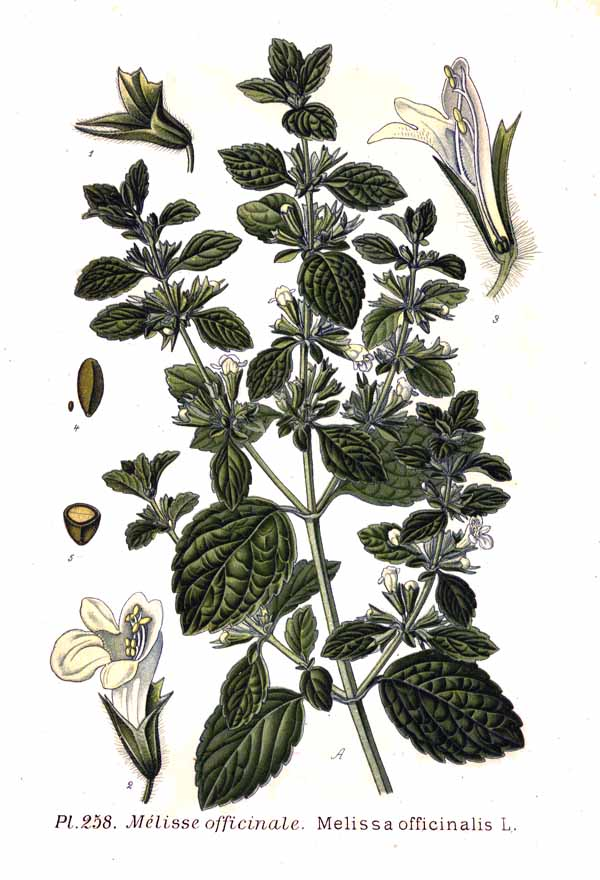
Melissa officinalis, folhas, flores
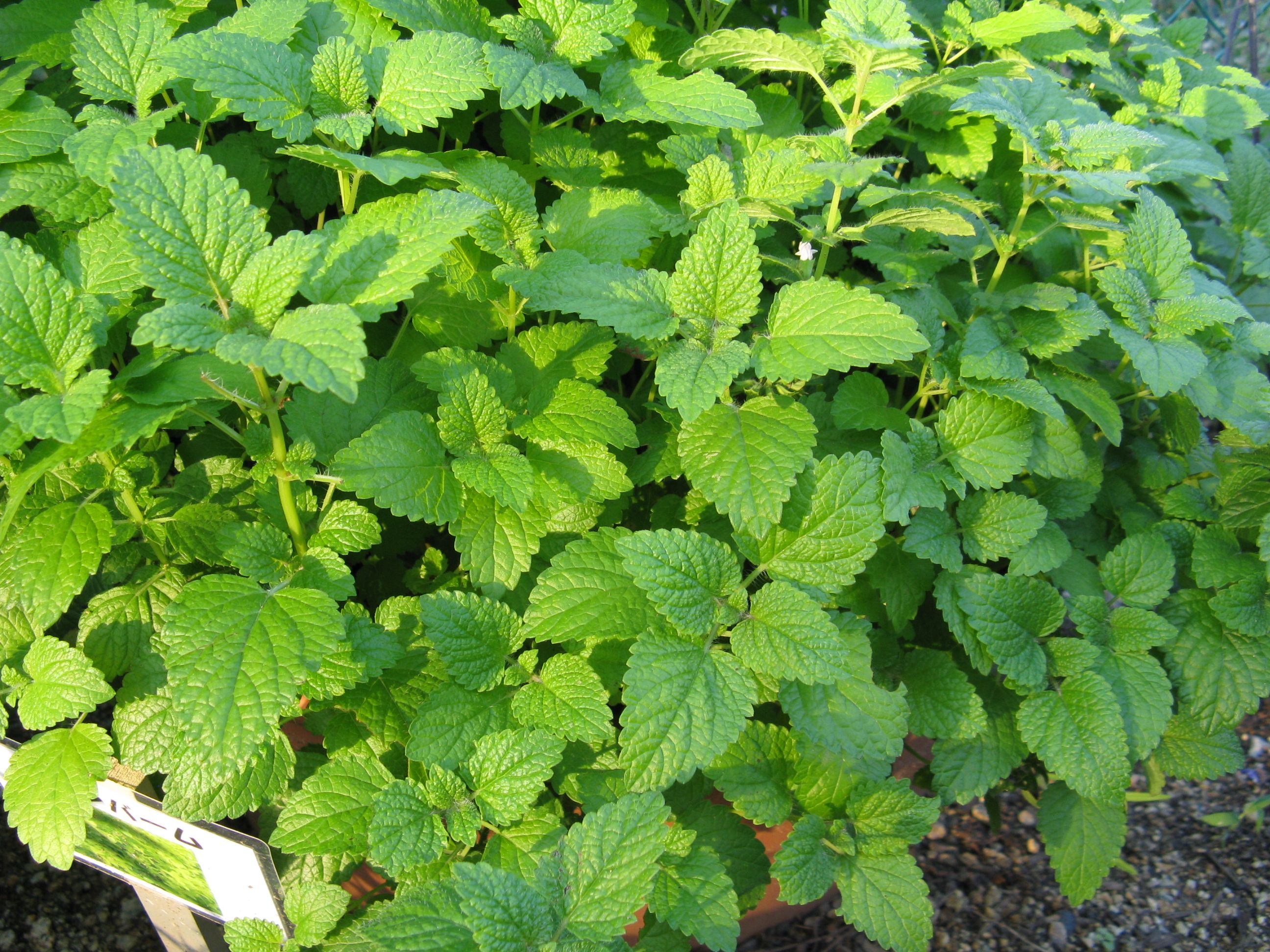
Melissa officinalis, folhas

### Medicina tradicional

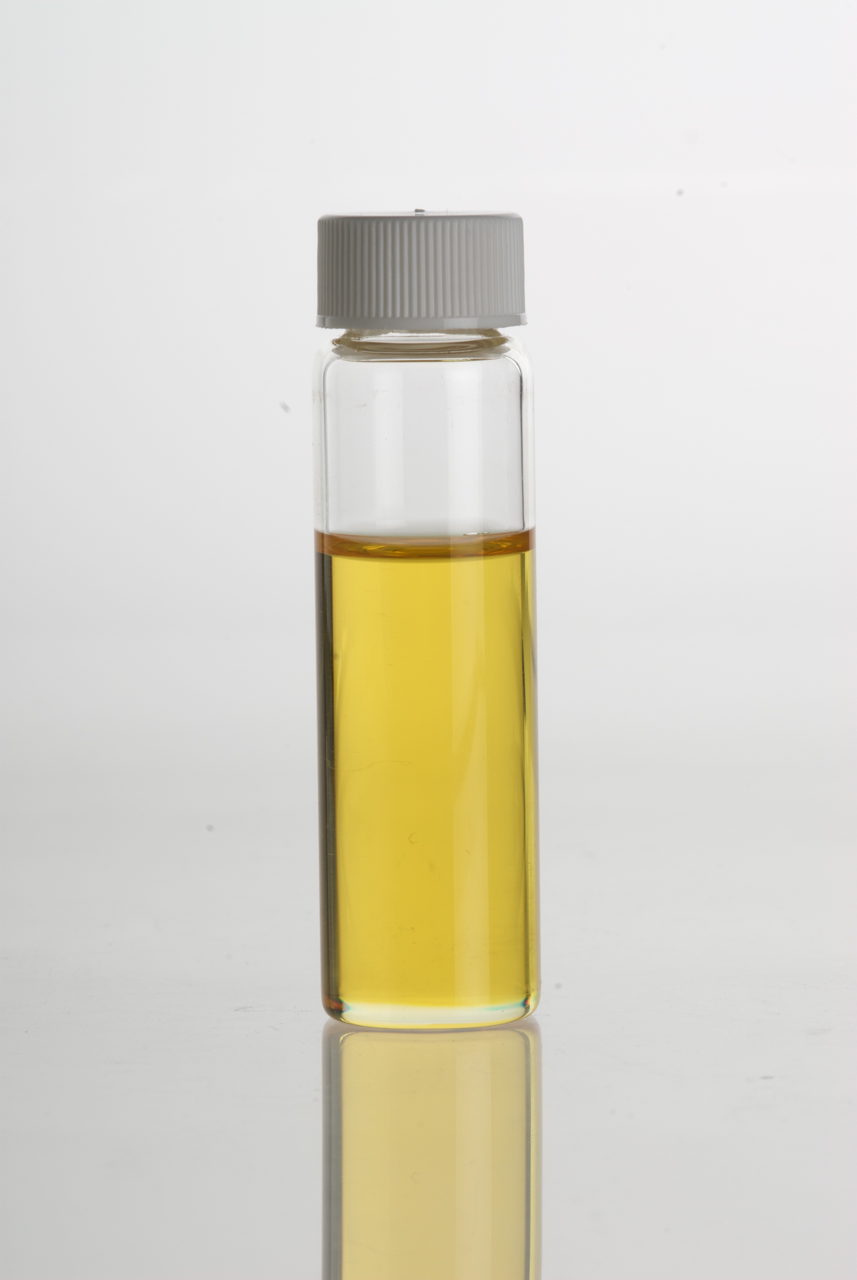
Óleo essencial de M. officinalis

A  Melissa officinalis L., é uma planta medicinal bem conhecida há pelo menos 2000 anos, as folhas perfumadas desta planta têm sido amplamente usadas tanto na culinária como para o tratamento de doenças mentais e do sistema nervoso (agitação, insônia, etc.) problemas cardiovasculares e respiratórios, etc. Suas propriedades medicinais foram descritas formalmente pela primeira vez por Dioscórides (40 - 90 dC), desde então, suas propriedades medicinais foram mencionadas em muitos outros livros médicos de referência, incluindo Cânone da Medicina de Avicenna (980-1037), e "Al-Hawi" (A moderação - "Continens"), de Rasis (854-925/935), entre outros. Seu uso ou incorporação à medicina tradicional foram registrados principalmente em países europeus, Região do Mediterrâneo e países do Oriente Médio.
Na medicina tradicional austríaca, as folhas de M. officinalis são prescritas para uso interno — na forma de tisana — ou para aplicação externa — na forma de óleo essencial — para tratamento de distúrbios do tracto intestinal, sistema nervoso, fígado e bílis. A erva cidreira é o ingrediente principal da Águas das Carmelitas, a qual pode ser encontrada à venda nas farmácias alemãs.
Segundo estudo de revisão bibliográfica a Melissa officinalis é uma planta cultivada em algumas partes do Irã e suas folhas são usadas na medicina popular iraniana por suas propriedades digestivas, carminativas, antiespasmódicas, sedativas, analgésicas, tônicas e diuréticas, bem como por distúrbios gastrointestinais funcionais. Esta mesma pesquisa indica que muitos estudos confirmaram os efeitos antioxidantes de preparados dessa planta, portanto, seu efeito na prevenção e tratamento de doenças relacionadas ao estresse oxidativo pode ser confiável.
Na medicina alternativa é usada como auxiliar do sono e da digestão. O óleo essencial é popular em aromaterapia.